# Kirsten Emmelmann

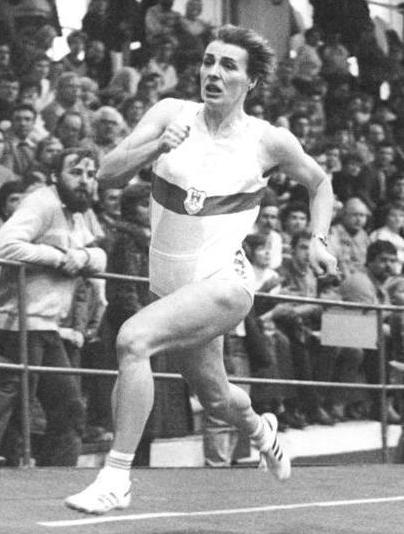
Kirsten Emmelmann bei den DDR-Hallenmeisterschaften 1986

Kirsten Emmelmann (geb. Siemon; * 19. April 1961 in Rostock-Warnemünde) ist eine ehemalige deutsche Leichtathletin und Olympiamedaillengewinnerin, die – für die DDR startend – im 400-Meter-Lauf in den 1980er Jahren zur Weltspitze gehörte. Ihre größten Erfolge errang sie mit der 4-mal-400-Meter-Staffel: 1987 wurde sie Weltmeisterin und 1988 Olympiadritte. Ihr bedeutendster Erfolg im Einzelrennen war der dritte Platz bei den Weltmeisterschaften 1987. 1986 und 1988 wurde sie mit dem Vaterländischen Verdienstorden in Bronze ausgezeichnet.

## Erfolge im Einzelnen
- 1982, Europameisterschaften: Platz 1 in der 4-mal-400-Meter-Staffel (unter dem Namen Kirsten Siemon; Weltrekord: 3:19,05 min, zusammen mit Sabine Busch, Marita Koch und Dagmar Rübsam)
- 1986, Europameisterschaften: Platz 4 im 400-Meter-Lauf (50,43 s); Platz 1 in der 4-mal-400-Meter-Staffel (3:16,87 min: Kirsten Emmelmann, Sabine Busch, Petra Müller, Marita Koch)
- 1987, Weltmeisterschaften: Platz 3 im 400-Meter-Lauf (50,20 s); Platz 1 in der 4-mal-400-Meter-Staffel (3:18,63 min, zusammen mit Sabine Busch, Dagmar Neubauer und Petra Müller)
- 1988, Olympische Spiele: Platz 3 in der 4-mal-400-Meter-Staffel (3:18,29 min, zusammen mit Sabine Busch, Dagmar Neubauer und Petra Müller)

Kirsten Emmelmann startete für den SC Empor Rostock (Trainer: Wolfgang Meier) und nach ihrer Heirat für den SC Magdeburg (Trainer: Klaus Wübbenhorst). In ihrer aktiven Zeit war sie 1,73 m groß und wog 63 kg. Seit 1984 ist sie mit ihrem Sprinterkollegen Frank Emmelmann verheiratet. Nach Ende ihrer Sportlerlaufbahn arbeitete sie im Sportartikel-Handel.